# Barons Court (metrostation)
Barons Court is een station van de metro van Londen aan de District Line en Piccadilly Line dat is geopend in 1905 .

## Geschiedenis
De naam Barons Court is waarschijnlijk afkomstig van het landgoed Baronscourt in County Tyrone, Noord-Ierland, waar Sir William Palliser, die een deel van het gebied rond het station heeft bebouwd, relaties mee zou hebben gehad. In tegenstelling tot station Earl's Court, wordt Barons Court geschreven zonder een apostrof.
De sporen door Barons Court werden al geopende op 9 september 1874 toen de District Railway (DR), de latere District Line, van Earl's Court naar Hammersmith werd verlengd. In de 19e eeuw bestond het gebied dat nu bekend staat als "Barons Court" uit open velden en moestuinen ten westen van het gehucht North End en waren er onvoldoende klanten om een station te bouwen. De Amerikaanse investeerder Yerkes kocht begin 20e eeuw zowel de DR als de concessie van de GNP&BR en maakte de aanleg van de GNP&BR mogelijk. Destijds hadden de velden en moestuinen plaatsgemaakt voor woonwijken en in samenhang met de bouw van Great Northern, Piccadilly en Brompton Railway (GNP&BR), de latere Piccadilly Line werd alsnog een station gebouwd in het gebied. De DR doet sinds 9 oktober 1905 het station aan en de GNP&BR, die op 15 december 1906 geopend tussen Hammersmith en Finsbury Park, doet sindsdien ook het station aan. Het station werd op 14 februari 1985 op de monumentenlijst geplaatst en in de jaren negentig werd het station in oorspronkelijke staat hersteld.
De voormalige Formule 1 -coureur B. Bira , lid van de Thaise koninklijke familie , werd op 23 december 1985 dood aangetroffen op het station.

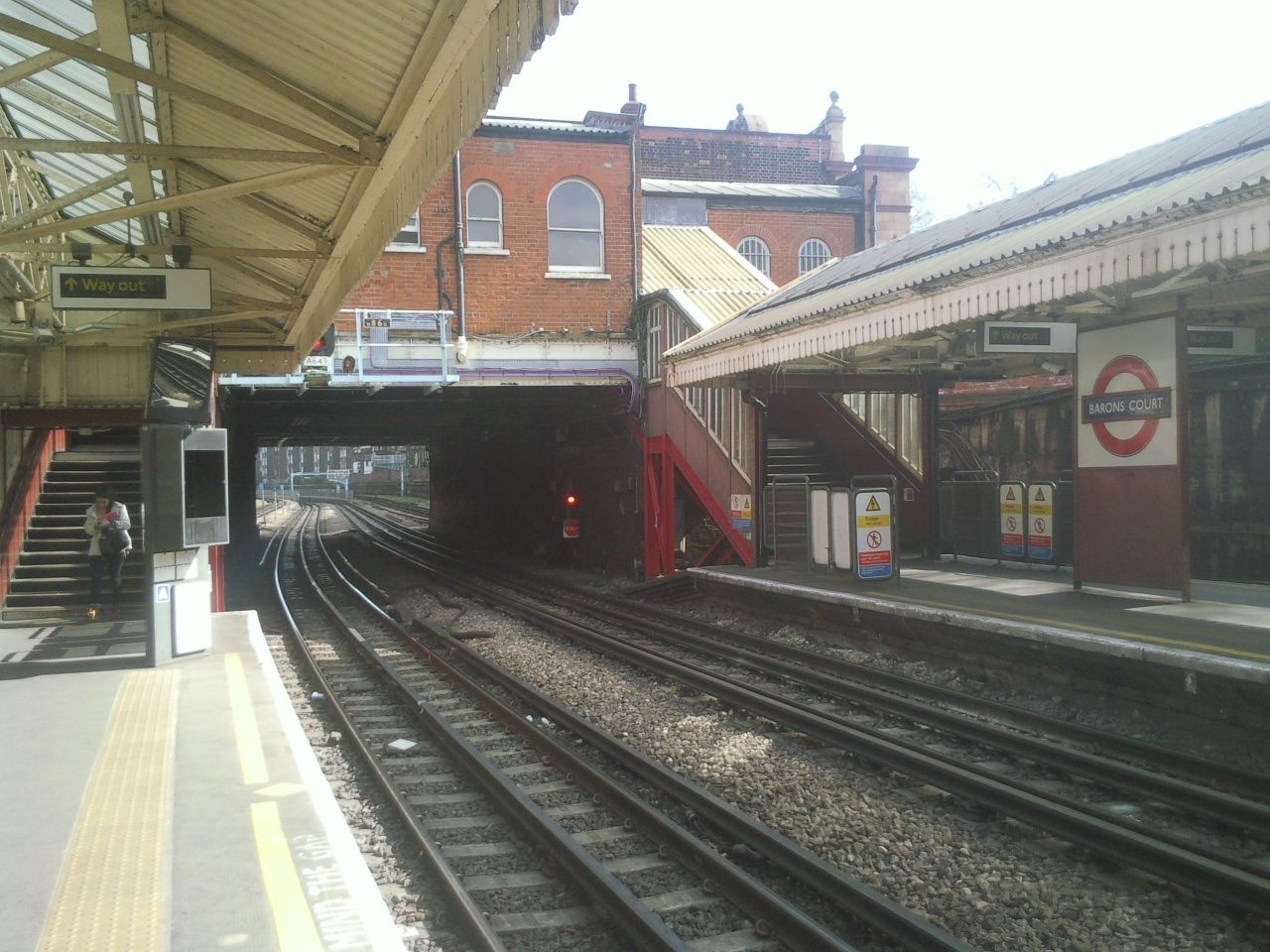
De Piccadilly Line onder het stationsgebouw gezien uit het westen.
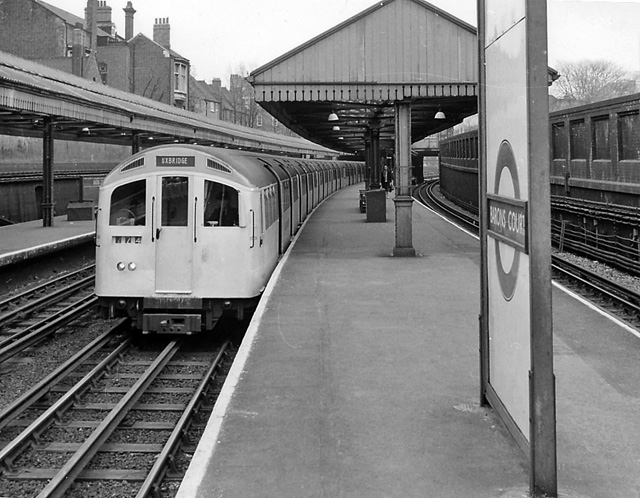
Een metrostel op weg naar Uxbridge in 1962.
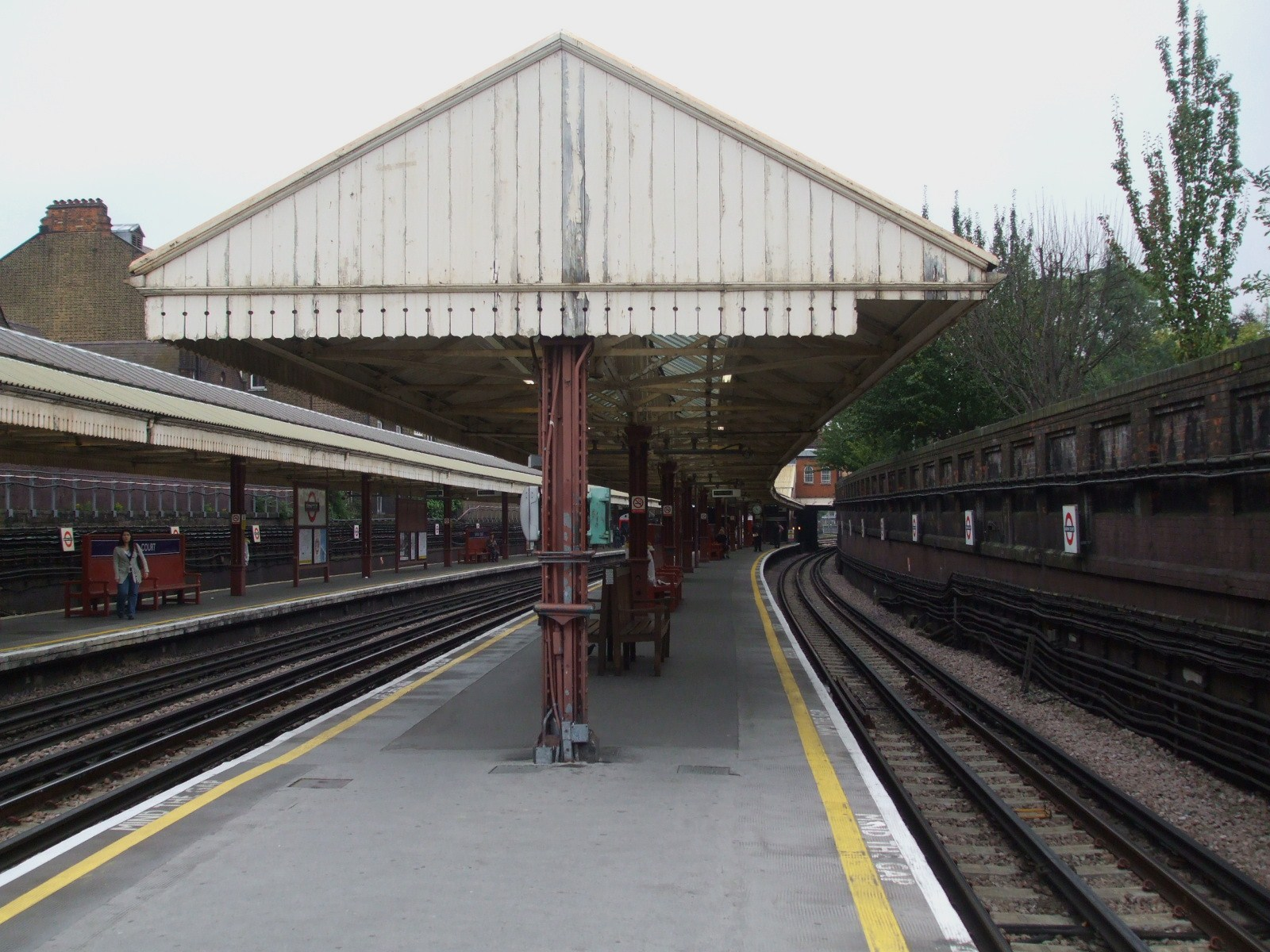
Hetzelfde perron in 2008.

## Ligging en inrichting
Het stationsgebouw ligt aan de Gliddon Road aan het viaduct over de metrosporen op korte afstand van Talgarth Road, de perrons liggen in een uitgraving met bakstenen wanden. Het is gebouwd naar een ontwerp van Harry Ford in een stijl die vergelijkbaar is met die van Earl's Court en Hammersmith en is omdat het veel van zijn originele kenmerken, zoals de terracotta gevelbekleding en art-noveau letters, heeft behouden in 1985 op de monumentenlijst geplaatst. De houten banken op het perron met de stationsnaam op geëmailleerde metalen panelen op de leuning zijn een uniek kenmerk op de hele London Underground.
Het station heeft twee eilandperrons waardoor een overstap op hetzelfde perron tussen de twee lijnen mogelijk is. Het binnenste paar sporen wordt gebruikt door de Piccadilly Line, de buitenste sporen door de District Line. Ten oosten van het station daalt de Piccadilly Line af in de tunnel richting Earl's Court, terwijl de District Line gaat verder in een geul naar West Kensington. Het station is het oostelijkste bovengrondse station van de Piccadilly Line ten westen van de binnenstad. Ten westen van het station lopen zowel de Piccadilly Line als de District Line verder naar het station van Hammersmith.
Rond het station liggen:
- De vestiging in Hammersmith van Ealing, Hammersmith en West London College ligt aan de overkant van Talgarth Road op Gliddon Road.
- De Queen's Club , de locatie van het Aegon Championships- tennistoernooi, ligt aan het einde van Palliser Road.
- De London Academy of Music and Dramatic Art , (LAMDA), ligt aan de Talgarth Road.
- Begraafplaats Markgravin.
- Charing Cross Hospital is vlakbij, en wordt geadverteerd bij de uitgang van het station.

## Reizigersdienst

### District Line
De normale dienst in de daluren is:
- 12 metro's per uur oostwaarts naar Upminster (6 metro's per uur naar Barking op zondag)
- 6 metro's per uur westwaarts naar Ealing Broadway
- 6 metro's per uur westwaarts naar Richmond

Er is ook elke dag een ochtenddienst van Acton Town (Ealing Broadway op zaterdag) naar Edgware Road en een late avonddienst van Edgware Road naar Ealing Broadway alleen op zondag.

### Piccadilly Line
De normale dienst in de daluren is:
- 18 metro's per uur oostwaarts naar Cockfosters
- 3 metro's per uur oostwaarts naar Arnos Grove
- 6 metro's per uur westwaarts naar Heathrow Terminals 2 & 3 en 5
- 6 metro's per uur westwaarts naar Heathrow Terminals 4 en 2 & 3
- 3 metro's per uur westwaarts naar Northfields
- 3 metro's per uur westwaarts naar Rayners Lane
- 3 metro's per uur westwaarts naar Uxbridge

## Fotoarchief
- Barons Court. Photographic Archive. London Transport Museum. Gearchiveerd op 9 February 2014. 
  - Entrance to GNP&BR tunnel between District Railway tracks, 1906. In the distance can be seen the Great Ferris wheel at Earl's Court exhibition ground.
  - Barons Court station, 1916
  - Booking hall, 1939
  - View of platforms, 1983